# Gastón Nicolás González
Gastón Nicolás González (Santa Fe, Argentina; 27 de junio de 2001) es un futbolista argentino. Juega como delantero y su primer equipo fue Unión de Santa Fe. Actualmente se encuentra en Sarmiento de Junín de la Liga Profesional.

## Trayectoria

### Unión de Santa Fe
Nacido en Santa Fe, Gastón González comenzó en la Escuelita de Fútbol de Unión y luego dio el salto a las categorías juveniles de AFA. El 2018 fue un año clave, ya que pasó de jugar en la 7.ª división a entrenar con el plantel de Reserva.
El 13 de abril de 2019, teniendo la mente puesta en el partido revancha por Copa Sudamericana, el técnico Leonardo Madelón decidió poner en cancha un equipo alternativo para enfrentar a San Martín de Tucumán por la Copa de la Superliga y Gastón (que venía de una gran temporada en Reserva) fue llamado para integrar el banco de suplentes y finalmente hizo su debut ingresando a los 34 del ST en reemplazo de Augusto Lotti; el partido terminó empatado 1-1. Cerró el semestre de la mejor manera, ya que fue convocado para ser sparring de la Selección Argentina en la Copa América y al regresar firmó su primer contrato profesional.

### Orlando City
En mayo de 2022 se hace oficial su traspaso a Orlando City de la Major League Soccer de los Estados Unidos.

### Nacional
En enero de 2024 el club estadounidense decide cederlo a préstamo a Nacional de Uruguay. Tras una temporada en el Bolso donde jugó 29 partidos aportando 2 goles y 1 asistencia, se decidió no renovar el vínculo y el futbolista regresó a Estados Unidos.

### Defensa y Justicia
Ya con el pase en su poder tras haber sido dejado libre por Orlando City, el jugador arregló su incorporación a Defensa y Justicia. Allí estuvo solamente seis meses y rescindió su contrato ante la falta de continuidad.

### Sarmiento de Junín
En julio de 2025 se transformó en refuerzo de Sarmiento de Junín.

## Clubes
- Actualizado al 18 de agosto de 2025

| Club                         | Div.                | Temporada           | Liga | Liga | Copa Nacional | Copa Nacional | Copa Internacional | Copa Internacional | Total | Total |
| Club                         | Div.                | Temporada           | PJ   | G    | PJ            | G             | PJ                 | G                  | PJ    | G     |
| ---------------------------- | ------------------- | ------------------- | ---- | ---- | ------------- | ------------- | ------------------ | ------------------ | ----- | ----- |
| Unión Argentina              | 1.ª                 | 2018/19             | 0    | 0    | 1             | 0             | -                  | -                  | 1     | 0     |
| Unión Argentina              | 1.ª                 | 2019/20             | 0    | 0    | 0             | 0             | -                  | -                  | 0     | 0     |
| Unión Argentina              | 1.ª                 | 2020                | -    | -    | 8             | 2             | 1                  | 0                  | 9     | 2     |
| Unión Argentina              | 1.ª                 | 2021                | 23   | 5    | 13            | 0             | -                  | -                  | 36    | 5     |
| Unión Argentina              | 1.ª                 | 2022                | -    | -    | 12            | 1             | 1                  | 0                  | 13    | 1     |
| Unión Argentina              | Total               | Total               | 23   | 5    | 34            | 3             | 2                  | 0                  | 59    | 8     |
| Orlando City Estados Unidos  | 1.ª                 | 2022                | 0    | 0    | -             | -             | -                  | -                  | 0     | 0     |
| Orlando City Estados Unidos  | 1.ª                 | 2023                | 18   | 0    | 1             | 0             | 2                  | 0                  | 21    | 0     |
| Orlando City Estados Unidos  | Total               | Total               | 18   | 0    | 1             | 0             | 2                  | 0                  | 21    | 0     |
| Nacional · Uruguay           | 1.ª                 | 2024                | 18   | 1    | 3             | 1             | 8                  | 0                  | 29    | 2     |
| Nacional · Uruguay           | Total               | Total               | 18   | 1    | 3             | 1             | 8                  | 0                  | 29    | 2     |
| Defensa y Justicia Argentina | 1.ª                 | 2025                | 7    | 0    | 1             | 0             | 2                  | 0                  | 10    | 0     |
| Defensa y Justicia Argentina | Total               | Total               | 7    | 0    | 1             | 0             | 2                  | 0                  | 10    | 0     |
| Sarmiento (J) Argentina      | 1.ª                 | 2025                | 4    | 1    | -             | -             | -                  | -                  | 4     | 1     |
| Sarmiento (J) Argentina      | Total               | Total               | 4    | 1    | -             | -             | -                  | -                  | 4     | 1     |
| Total en su carrera          | Total en su carrera | Total en su carrera | 70   | 7    | 39            | 4             | 14                 | 0                  | 123   | 11    |

## Palmarés

### Campeonatos nacionales
| Título            | Club     | País    | Año  |
| ----------------- | -------- | ------- | ---- |
| Torneo Intermedio | Nacional | Uruguay | 2024 |